# Église d'Hämeenkyrö
L'église d'Hämeenkyrö (en finnois : Hämeenkyrön kirkko) est une église évangélique-luthérienne située à Hämeenkyrö en Finlande.

## Description
Le retable de l'église est peint par Johan Zacharias Blackstadius.